# Pou de gel d'Horta d'Avinyó
El Pou de gel d'Horta d'Avinyó és un pou de glaç del municipi d'Avinyó (Bages), una obra inclosa en l'Inventari del Patrimoni Arquitectònic de Catalunya.

## Descripció
És una construcció situada al peu de la carretera de Sabadell a Prats de Lluçanès. Avui es conserva només la meitat del que havia estat el pou de glaç. Es tractava d'un pou de dimensions més aviat petites si es compara amb el d'altres pous de la comarca que poden arribar als 14 metres d'alçada i poden superar els 9 metres de diàmetre. El mur té un gruix de 43 cm. Conserva una de les dues obertures que tenia el pou.

## Història
És una construcció d'època moderna (probablement del segle xviii), situada a una alçada de 290 metres. Donades les seves reduïdes dimensions, deuria servir per abastar gel a les poblacions més properes (Avinyó i Oló bàsicament, poblacions on no es té la notícia de cap pou de gel).
Avui només conserva la meitat del pou, ja que en eixamplar la carretera van partir el pou pel mig, quedant només la part que avui es conserva.